# Teach2000
Teach2000 is een overhoorprogramma voor het leren van woorden uit een vreemde taal.
Het programma bestaat sinds 1997, maar regelmatig verschijnen nieuwe versies. De hoofdontwikkelaar is Bas Groot en anderen hebben bijdragen geleverd. Uitgeverij Malmberg levert een speciale versie van de software bij de studieboeken voor de onderbouw Worldwide, Na Klar en Of Course.
Vulling kan zelf worden ingevoerd, of voorbeelden kunnen van de website worden gedownload. In de nieuwste versies zitten woordenboeken, de overhoortechniek 'Progressief Interval Trainen (PIT)' en dergelijke.
Het bevat ook enkele hulpmiddelen, zoals een Oud-Grieks toetsenbord en fonetische tekens. Tijdens het overhoren kunnen ook speciale tekens worden toegevoegd, zoals ë, ã, en ö. Het programma bevat ook een vertaler die helpt met woorden vertalen. Het programma is beschikbaar in het Nederlands, Engels, Frans, Spaans, Italiaans, Duits, Turks, Portugees en Bulgaars.
Teach2000 is in de vorm van miniTeach beschikbaar voor Android, iOS, als mobiele website en voor Windows Phone (al worden deze niet meer actief ondersteund).